# Grenacheria royenii
Grenacheria royenii är en viveväxtart som beskrevs av Herman Otto Sleumer. Grenacheria royenii ingår i släktet Grenacheria och familjen viveväxter. Inga underarter finns listade i Catalogue of Life.